# Masazou Nonaka
Masazou Nonaka (Ashoro, 25 de julho de 1905 - 20 de janeiro de 2019) foi um supercentenário japonês que aos 113 anos e 179 dias era o homem mais velho do mundo desde a morte do espanhol Francisco Núñez Olivera em 29 de Janeiro de 2018.

## Biografia
Masazou Nonaka nasceu em 25 de julho de 1905 em Kamitoshibetsu, Ashoro, Hokkaido, o filho mais velho de Onsen Nonaka. Ele tinha dois irmãos e três irmãs (todos falecidos).
Ele morava em Ashoro, Hokkaido. Ele tornou-se a pessoa viva mais velha da província de Hokkaido após a morte de Teru Hatakeyama em 3 de abril de 2016. Nonaka tornou-se o homem vivo mais velho do Japão após a morte de Masamitsu Yoshida em 29 de outubro de 2016.
Em 25 de julho de 2018, Nonaka comemorou seu 113.º aniversário.